# Scyllarides haanii
Scyllarides haanii е вид десетоного от семейство Scyllaridae. Видът не е застрашен от изчезване.

## Разпространение и местообитание
Разпространен е в Австралия (Западна Австралия, Куинсланд и Нов Южен Уелс), Джибути, Египет (Синайски полуостров), Еритрея, Йемен, Израел, Индонезия, Йордания, Китай, Мавриций, Нова Зеландия, Провинции в КНР, Саудитска Арабия, САЩ (Хавайски острови), Северна Корея, Сомалия, Судан, Тайван, Южна Корея и Япония.
Обитава крайбрежията на океани, морета и рифове. Среща се на дълбочина от 35,8 до 109 m, при температура на водата от 19,9 до 25 °C и соленост 35,3 – 35,6 ‰.